# Difluência (meteorologia)

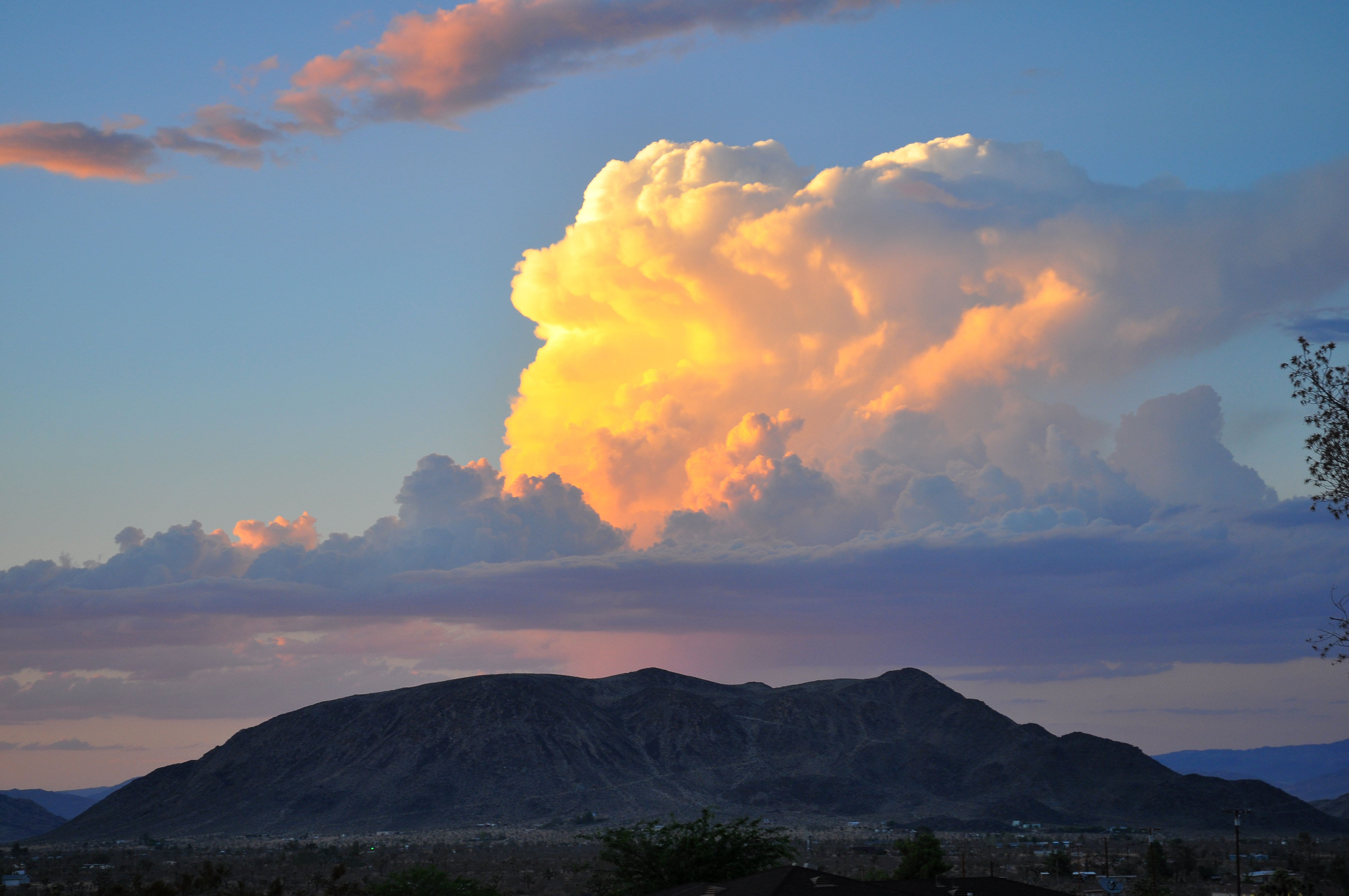
Uma nuvem parece ter sido colocada por uma mão humana

Difluência ou deformação, é a taxa de mudança de forma dos corpos fluidos. Meteorologicamente, essa quantidade é muito importante na formação de frentes atmosféricas, na explicação das formas das nuvens e na difusão de materiais e propriedades.

## Equações
A deformação do vento horizontal é definida como {\displaystyle \operatorname {def} \mathbf {V} ={\sqrt {A^{2}+B^{2}}}}, Onde {\displaystyle \ A={\frac {\partial v}{\partial x}}+{\frac {\partial u}{\partial y}}} e {\displaystyle \ B={\frac {\partial u}{\partial x}}-{\frac {\partial v}{\partial y}}}, representando os derivados do componente eólico. Como essas derivadas variam muito com a rotação do sistema de coordenadas, o mesmo ocorre com {\displaystyle \ A} e {\displaystyle \ B}.

## Direção de alongamento
Os elementos de deformação{\displaystyle \ A} e{\displaystyle \ B} (acima) pode ser usados para encontrar a direção do eixo de dilatação, a linha ao longo da qual os elementos do material se esticam (também conhecido como direção de alongamento).  Vários padrões de fluxo são característicos de grandes deformações: fluxo de confluência, difluência e cisalhamento. Confluência, também conhecida como alongamento, é o alongamento de um corpo fluido ao longo do fluxo (convergência aerodinâmica). Difluência, também conhecida como cisalhamento, é o alongamento de um corpo fluido normal ao fluxo (divergência aerodinâmica).

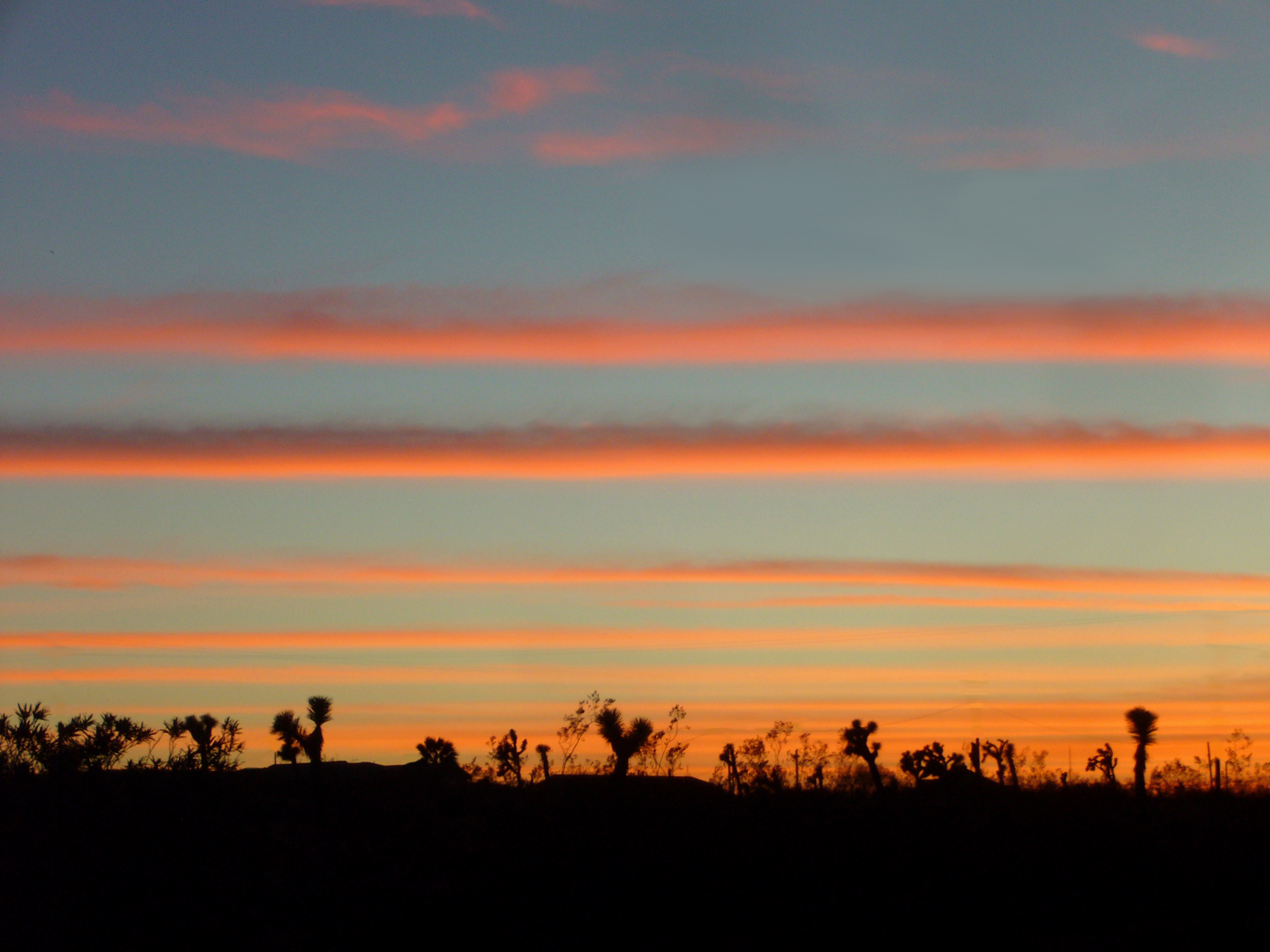
Extrema confluência de nuvens